# 세계 약물 남용·불법거래와 투쟁의 날

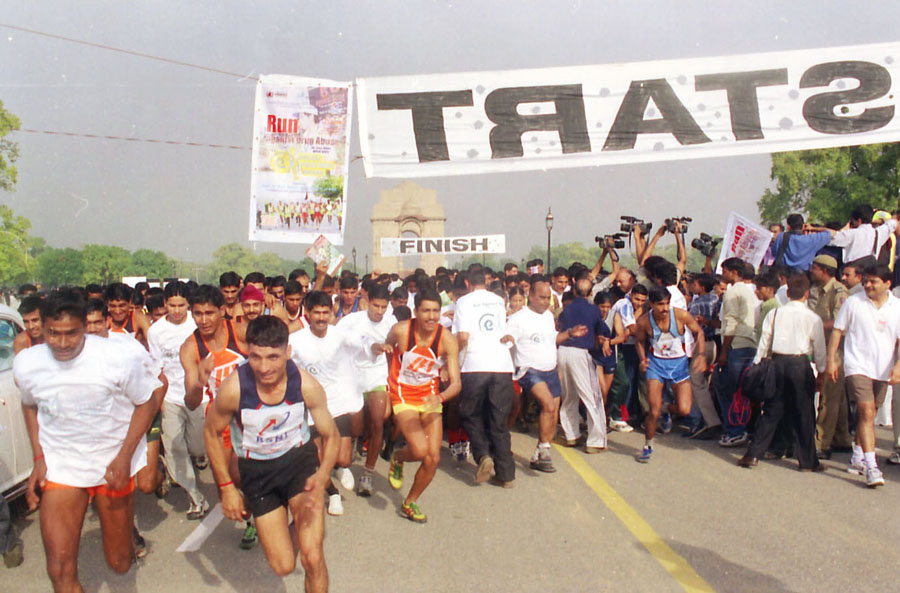
2000명의 젊은이들이 '마약에 대항한 경주'에 참여하고 있다. (2004년 6월 26일 뉴델리)

세계 약물 남용·불법거래와 투쟁의 날 또는 국제 마약 남용 및 불법 밀매 반대의 날(International Day Against Drug Abuse and Illicit Trafficking)은 유엔이 지정한 국제 마약 남용 및 불법 마약 거래 반대의 날이다. 1989년부터 매년 6월 26일에 지켜지고 있다. 6월 26일은 중국에서 제1차 아편전쟁 직전인 1839년 6월 25일에 끝난 광둥성 후먼에서 임칙서가 아편 무역을 해체한 것을 기념하는 날이다. 이 준수사항은 1987년 12월 7일 총회 결의안 42/112에 의해 제정되었다.
1987년 6월 26일, 비엔나에서 개최된 약물 남용 및 불법 밀매에 관한 국제 회의에서 두 가지 중요한 문서(마약 남용 통제의 미래 활동에 대한 포괄적인 다학제적 개요 및 마약 남용 및 불법 밀매에 관한 국제 회의 선언)가 채택되었다. 1987년 6월 17~26일. 회의는 마약 남용과 불법 밀매에 맞서 싸우는 중요성을 기념하는 날을 매년 준수해야 한다고 권고했다. 6월 17일과 6월 26일의 날짜가 모두 제안되었고 이후 회의에서 6월 26일이 선택되어 초안과 최종 결의안에 기록되었다.
마약 반대 운동가들은 이를 종종 6/26이라고 부른다. 대마초를 기념하기 위해 마리화나 흡연자의 "4/20" 날을 다룬 연극이다.
UN의 2007년 세계 마약 보고서에 따르면 불법 마약 거래 규모는 연간 3,220억 달러에 달한다.
캠페인, 집회, 포스터 디자인 등 다양한 프로그램이 진행된다. 다양한 나라의 사람들이 함께 이 날을 축하한다. 약물 사용이 증가할수록 하루가 더욱 중요해진다.
'정의를 위한 건강. 2019년 세계 약물 남용 및 불법 밀매 반대의 날 주제인 건강을 위한 정의(Justice for Health)는 “마약 문제를 해결할 때 정의와 건강은 동전의 양면”임을 강조한다.